# Kees van der Ven
Kees van der Ven, né le 18 juin 1957, est un pilote professionnel néerlandais de moto-cross. 

## Biographie

### Enfance
Kees van der Ven naît le 18 juin 1957 aux Pays-Bas.

### Parcours professionnel

#### Carrière de pilote de moto-cross
Kees van der Ven commence sa carrière en 1978. Il est l'un des meilleurs des championnats du monde de motocross FIM dans les années 1980, remportant 17 courses de motocross Grand Prix dans les catégories 125 cm3, 250 cm3 et 500 cm3. Il s'est classé parmi les trois premiers du championnat du monde de motocross 250 cm3 pendant quatre années consécutives entre 1980 et 1983. 
En 1984, il passe à la catégorie 125 cm3 et termine à la troisième place. En 1987, il termine à la troisième place de la classe 500 cm3. Il a effectué l'essentiel de sa carrière pour KTM.

#### carrière de pilote d'enduro
C'est un spécialiste des courses sur sable, Kees van der Ven est cinq fois vainqueur, consécutivement de 1982 à1986, de l'enduro du Touquet-Paris-Plage sur KTM. Ce record tiendra plus de vingt ans. 
Il participe, en 2015, au premier enduropale vintage du Touquet-Paris-Plage sur KTM 500 MX.
Il a été membre de l'équipe néerlandaise gagnante à l'International Six Days Enduro de 1984.

#### Carrière de manager d'équipe
Kees van der Ven met fin à sa carrière de pilote en 1992 et devient manager d'équipe pour KTM, remportant le championnat du monde, en 2000, de la catégorie 125 cm3 avec Grant Langston comme pilote. 

## Pour approfondir